# Convenio para el arrendamiento de la península de Liaodong
El Convenio para el arrendamiento de la península de Liaodong (chino: 旅大租地条约 ruso: Русско-китайская конвенция), también conocido como el Acuerdo de Pavlov, es un tratado firmado entre Alexander Pavlov del Imperio ruso y Li Hongzhang de la dinastía Qing del Imperio chino el 27 de marzo de 1898. El tratado otorgó a Rusia el arrendamiento de Port Arthur (Lüshun) y permitió que su ferrocarril se extendiera hasta el puerto (más tarde Ferrocarril del Sur de Manchuria) desde uno de los puntos del Ferrocarril Oriental de China (CER).